# Светлый (Буда-Кошелёвский район)
Светлый (бел. Светлы; до 1933 года — Малаховский, затем до 2 октября 1975 года — Белый Морг) — посёлок в Губичском сельсовете Буда-Кошелёвского района Гомельской области Белоруссии.

## География
В 17 км на юго-запад от районного центра и железнодорожной станции Буда-Кошелёвская (на линии Жлобин — Гомель), 44 км от Гомеля.

## Транспортная сеть
Рядом автодорога Жлобин — Гомель. Планировка состоит из короткой прямолинейной широтной улицы, застроенной деревянными домами усадебного типа.

## История
Основан в 1920-х годах переселенцами с соседних деревень на бывших помещичьих землях. В 1928 году жители посёлка вступили в колхоз. Во время Великой Отечественной войны оккупанты сожгли 7 дворов, 4 жителя деревни погибли на фронте. В 1959 году в составе колхоза «Авангард» (центр — деревня Старая Буда).
До 16 декабря 2009 года в составе Старобудского сельсовета.

## Население

### Численность
- 2004 год — 11 хозяйств, 23 жителя.

### Динамика
- 1940 год — 23 двора, 81 житель.
- 1959 год — 87 жителей (согласно переписи).
- 2004 год — 11 хозяйств, 23 жителя.

## Достопримечательность
- Воинское захоронение погибших в период Великой Отечественной войны